# Финляндская церковь лютеранского исповедания
Финляндская церковь лютеранского исповедания (фин. Suomen tunnustuksellinen luterilainen kirkko (STLK), швед. Finlands konfessionella lutherska kyrka) — независимая консервативная евангелическо-лютеранская церковь, действующая на территории Финляндии.

## История
В 1896 году в Финляндии был принят новый либеральный закон о государственной церкви. Разочарованные переменами, к 1923 году лютеранские общины в шести городах и пять окормлявших их пасторов вышли из состава ЕЛЦФ и продолжили свою деятельность, несмотря на финансовые трудности и отсутствие собственных церковных зданий. В 1928 году эти независимые общины основали Свободную евангелическо-лютеранскую церковь Финляндии. В 1967 году церковь переменила название и стала именоваться Финляндской церковью лютеранского исповедания.

## Деятельность

### Периодические издания
C 1926 года церковь издает журнал «Лютеранин» (фин. Luterilainen), выходящий шесть раз в год.